# 晏少翔
晏少翔（1914年—2014年1月16日），字晏翰，斋号墨雨庵、石鱼居，祖籍山东历城县，生于北京，中国画家。为鲁迅美术学院教授、中国美术家协会会员、辽宁美术家协会名誉主席。与季观之、钟质夫、郭西河合称“鲁美四老”。

## 生平
1936年毕业于辅仁大学美术系，同年考入北京故宫博物院古物陈列所国画研究院研究生，从事绘画与临摹研究。毕业后组建北平《雪庐画会》从事教学与研究。1947年任北京美术家协会理事。1956年受聘于鲁迅美术学院，历任至教授。绘画以古典人物为主，兼工山水，花卉。1996年出版《国画技法》录影带。
2014年1月16日凌晨，晏少翔因肺内感染医治无效在沈阳逝世，享年102岁。

## 作品与成就
其作品被中国国家博物馆、中国美术馆，辽宁博物馆、沈阳故宫博物院等国内多家博物馆收藏。曾为中国历史博物馆、辽宁博物馆临摹《捣练图》《虢国夫人游春图》《神骏图》《萧翼赚兰亭》卷等唐宋珍品，并列为一级文物。
出版有《荣宝斋画谱》《荣宝斋—晏少翔画集》《晏少翔画选》《中国近现代名家画集—晏少翔》《中国绘画传统理法：解析唐宋国宝级名作》。1990年将多年教学理论技法摘要以《石鱼居札记》在台湾省《工笔画》学刊陆续发表。2000年中国历史博物馆出版的大型书画册《世纪收藏》收录了晏少翔1959年作的《施耐庵著水浒》图。
晏少翔被中国美术家协会授予从艺60年荣誉奖章，被辽宁省政府授予文艺终身成就奖，获从事中国工笔画五十年荣誉证书。